# Ангария в Древен Египет
Ангарията е данък, заплащан под формата на трудова повинност.
По правило всеки египтянин е подложен на този данък, но от тинитската епоха насам фараонът разпоредил да се извърши преброяване и да се определи основата на данъка ангария, услуги в труд, отменящи частично данъка. В действителност на ангарията били подлагани селяните — нещо напълно разбираемо. От една страна селяните били свикнали с физическия труд, защото освен грижата за полските култури им се налагало да строят диги и канали, за да осигурят доброто напояване, докато държавните служители живеели сред дворцовото обкръжение и успявали да се освободят от задължението за полагане на този тежък физически труд. Дългите периоди на разливите на река Нил оставяли селяните без работа през определена част от годината и фараоните доста рано са се сетили да използват незаетата работна ръка.
Все пак селянинът не е бил на разположение и готов за ангария във всеки един момент – още от Старото царство съществуват статуи, където се изброяват, а оттук и се ограничава броят на повинностите, които могат да бъдат налагани на селяните. Безспорно от тази възможност широко са се възползвали при строителството на големите пирамиди и на погребалните храмове от Старото царство. Но малко по малко броят на подлежащите на облагане с ангария намалява благодарение на хартите за неприкосновеност, забраняващи облагането с ангария по земите, принадлежащи на духовенството и в градовете, радващи се на неприкосновеност, както и събирането на налози под формата на хранителни припаси и блага (транспортни средства, кораби и др.). През I междинен период към новите градове, защитени с имунитет от номарсите, заприиждало население, съставено от занаятчии и номарси, бягащи от ангарията. През по-новата епоха робството и затворниците свели до ограничен брой повинности задълженията на селяните, още повече, че строителството при фараоните от Новото царство изисквало не толкова обикновени изпълнители, колкото наличието на специализирани работници.
За тежкия физически труд, като пренасянето на каменните блокове, били използвани и войниците; така по време на експедициите в уади (долина – арабски) Хамамат, попадаме на няколко специализирани работника, „заобиколени“, в дадени случаи, от няколко хиляди войника, които отговаряли не толкова за защита на работниците от няколкото безвредни бедуина, колкото за пренасянето на скалните късове. Сигурно е, че ангарията е представлявала непосилно бреме единствено по време на Старото царство и че е продължила да съществува и през следващите епохи, когато същинската ангария означавала за селянина добиване на най-доброто от египетската земя.